# Aatunselkä
Aatunselkä är en sjö i kommunen Äänekoski i landskapet Mellersta Finland i Finland. Sjön ligger 91,7 meter över havet. Arean är 1,05 kvadratkilometer och strandlinjen är 10,41 kilometer lång. Sjön  ingår i Kymmene älvs huvudavrinningsområde.   Den ligger omkring 33 kilometer norr om Jyväskylä och omkring 270 kilometer norr om Helsingfors. 
I sjön finns ön Verkkosaari, Tuppisaari, Luijansaari. 
Sjön sammanhänger med Kuhnamo i norr. 